# Richard Conte
Richard Conte (24 de marzo de 1910-15 de abril de 1975) fue un actor estadounidense, conocido por sus numerosas interpretaciones cinematográficas entre las décadas de 1940 y 1970, entre ellas las que hizo para I'll Cry Tomorrow y El Padrino. Tras actuar con frecuencia en películas bélicas, se le encasilló en papeles de jefe mafioso en policiales de cine negro, y además trabajo en televisión, por ejemplo en la serie criminal Los Intocables (1959) en el episodio titulado 'La Organización'.

## Biografía
Su verdadero nombre era Nicholas Peter Conte, y nació en Jersey City (Nueva Jersey), siendo sus padres, de origen italiano, Julia (de soltera Fina), una costurera, y Pasquale Conte, un barbero. Está emparentado con el actor italiano Marcello Mastroianni, pues su madre era prima del abuelo de éste. Se graduó de la escuela secundaria William L. Dickinson en Jersey City.
Antes de hacerse un actor profesional Conte desempeñó diversos trabajos, entre ellos los de camionero, empleado en Wall Street y camarero cantante en un centro vacacional de Connecticut. En esta última ocupación fue descubierto en 1935 por el director Elia Kazan y el actor John Garfield, gracias a lo cual Conte consiguió trabajo como actor de teatro. Finalmente ganó una beca para estudiar en el centro Neighborhood Playhouse de la ciudad de Nueva York, donde se reveló como un actor destacado. 
Debutó como actor teatral en el circuito de Broadway con la obra Moon Over Mulberry Street en 1939, participando a continuación en funciones como Night Music y Walk Into My Parlor. Su primera actuación cinematográfica llegó en 1939, en Heaven with a Barbed Wire Fence, filme en el cual aparecía bajo el nombre artístico de Nicholas Conte. Durante la Segunda Guerra Mundial, Conte sirvió en el Ejército de los Estados Unidos, pero fue dado de baja debido a problemas oculares, su carrera prosperó ya que muchos actores de Hollywood se encontraban alistados. En 1942 Conte firmó un contrato a largo término con 20th Century Fox, y cambió su nombre artístico por el de Richard Conte. Su primera película con Fox fue Guadalcanal Diary (1943), y durante los años de la guerra Conte interpretó principalmente a soldados en dramas bélicos, destacando de entre ellos Un paseo bajo el sol (1945), dirigido por Lewis Milestone; junto con Dana Andrews.

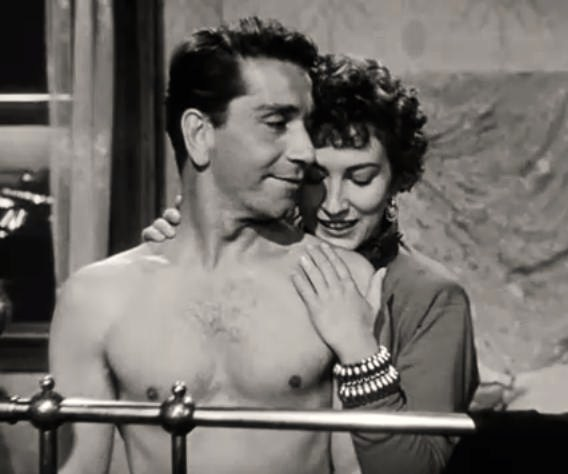
Richard Conte con la actriz Valentina Cortese en un fotograma del tráiler de la película Mercado de ladrones.

Conte trabajó en muchos títulos de cine negro tras finalizar la contienda, como por ejemplo Una vida marcada) y Call Northside 777 (ambos de 1948), y Mercado de ladrones dirigido por Jules Dassin. Conte actuó en el clásico de cine negro dirigido por Otto Preminger Whirlpool, junto a Gene Tierney  (1949), y en compañía de Susan Hayward, Edward G. Robinson y Luther Adler actuó en Odio entre hermanos (1949) con el papel de Max Monetti dirigido por Joseph L. Mankiewicz.
En los inicios de la década de 1950 Conte, que para entonces ya no trabajaba para Fox, empezó a actuar en filmes para diferentes estudios. La crítica y sus admiradores consideran como sus mejores cintas de la época el film negro de serie B The Sleeping City (1950), The Raging Tide (1951), Highway Dragnet (1954), The Blue Gardenia (1953) y Agente especial (1955). También hizo un primer papel junto a Susan Hayward en la producción de 1955 I'll Cry Tomorrow, un biopic sobre la cantante y actriz Lillian Roth. Además, en 1959 Conte protagonizó el episodio de The Twilight Zone titulado Perchance to Dream, y ese mismo año trabajó en la serie The Four Just Men (1959) de Sapphire Films para Independent Television (ITV).
Al decaer el cine negro en los años sesenta, la carrera de Conte sufrió una parada. En 1964 él y Anne Francis trabajaron en "Hideout", un episodio del drama de la CBS The Reporter, protagonizada por Harry Guardino y Gary Merrill. Además, en 1966 Conte hizo un papel de reparto en la sitcom de la CBS The Jean Arthur Show.
Conte trabajó con Frank Sinatra en cuatro películas. En dos de ellas encarnó al teniente Dave Santini, Hampa dorada (1967) y La mujer de cemento (1968). Las otras dos que interpretó con Sinatra fueron Ocean's Eleven (1960) y Assault on a Queen (1966). 
Conte finalmente viajó a Europa, donde actuó en numerosas producciones hasta el momento de su muerte. En sus últimos años hizo una de sus más memorables actuaciones en El padrino (1972), en el papel de Don Barzini (y fue incluso considerado para interpretar el papel protagonista, que finalmente fue para Marlon Brando). 
De sus más de 60 películas quizás destacan El padrino (1972), Ocean's Eleven (1960), The Greatest Story Ever Told (1965), and Call Northside 777 (1948).

## Vida personal
Conte estuvo casado con la actriz Ruth Storey, con la que tuvo un hijo, el editor cinematográfico Mark Conte. En 1973 se casó con su segunda esposa, Shirlee Garner, permaneciendo la pareja unida hasta la muerte de Conte. 
Richard Conte falleció a causa de un infarto agudo de miocardio en 1975 en Los Ángeles, California. Tenía 65 años de edad. Fue enterrado en el Cementerio Westwood Village Memorial Park de Los Ángeles.